# 北山町 (東京都府中市)
北山町（きたやまちょう）は、東京都府中市の地名。現行行政地名は北山町1丁目から北山町4丁目。郵便番号は183-0041（武蔵府中郵便局管区）。

## 地理
府中市の北西部に位置する。東から時計回りに武蔵台、西原町、国立市富士見台及び国立市東に隣接する。

### 地価
住宅地の地価は、2016年（平成28年）1月1日の公示地価によれば、北山町4丁目20番3の地点で27万2000円/m2となっている。

## 歴史
1889年（明治22年） の町村制施行から府中市発足までは北多摩郡西府村にあたる区域に属していた。1954年（昭和29年）4月1日に府中市成立により府中市の一部となり、1965年（昭和40年）に大字本宿・四ツ谷の一部より成立した。

## 世帯数と人口
2018年（平成30年）1月1日現在の世帯数と人口は以下の通りである。
| 丁目        | 世帯数    | 人口    |
| ----------- | --------- | ------- |
| 北山町1丁目 | 294世帯   | 635人   |
| 北山町2丁目 | 753世帯   | 1,579人 |
| 北山町3丁目 | 368世帯   | 773人   |
| 北山町4丁目 | 479世帯   | 1,111人 |
| 計          | 1,894世帯 | 4,098人 |

## 小・中学校の学区
市立小・中学校に通う場合、学区は以下の通りとなる。
| 丁目        | 番地 | 小学校                 | 中学校                 |
| ----------- | ---- | ---------------------- | ---------------------- |
| 北山町1丁目 | 全域 | 府中市立府中第七小学校 | 府中市立府中第七中学校 |
| 北山町2丁目 | 全域 | 府中市立府中第七小学校 | 府中市立府中第七中学校 |
| 北山町3丁目 | 全域 | 府中市立府中第七小学校 | 府中市立府中第七中学校 |
| 北山町4丁目 | 全域 | 府中市立府中第七小学校 | 府中市立府中第七中学校 |

## 交通

### 道路
- 東京都道14号新宿国立線（東八道路）
- 東京都道17号所沢府中線（府中街道・バイパス）

## 施設
- 府中市立府中第七小学校
- 府中北山郵便局